# Яструб білогрудий
Яструб білогрудий (Accipiter chionogaster) — хижий птах роду яструбів родини яструбових ряду яструбоподібних. Мешкає в Центральній Америці.

## Таксономія
Більшість систематиків, зокрема Американське орнітологічне товариство і BirdLife International вважають білогрудого яструба підвидом неоарктичного яструба (A. striatus), однак деякі дослідники виділяють його в окремий вид, разом з еквадорським яструбом (A. ventralis) і бразильським яструбом (A. erythronemius).

## Опис
Виду притаманний статевий диморфізм. Довжина самців 23–30 см, розмах крил 42–58 см, вага 82–115 г. Довжина самок 29–37 см, розмах крил 58–68 см, вага 150–219 г. Довжина хвоста 12–19 см.
Верхня частина тіла рівномірно сірого кольору, нижня сторона біла з тонкими чорними смужками на горлі та верхній частині грудей. Стегна світло-рудого кольору. Хвіст темний з великими сірими смугами. Очі оранжеві або червоні, ноги жовті.

## Поширення
Цей вид мешкає від південної Мексики (Чіапас і Оахака) на південь, через Гондурас, Гватемалу і Сальвадор до Нікарагуа. Мешкає в соснових і дубових лісах, часто залітає в тропічні ліси. Живе на висоті 300–3000 м над рівнем моря.

## Раціон
Зазвичай білогрудий яструб полює на невеликих пташок, таких як американські славки, волові очка і дрозди, іноді їсть ящірок, кажанів і великих комах.

## Розмноження
Пари формуються в жовтні, гнізда будуються в грудні, яйця відкладаються в березні, молоді птахи відлітають в червні, хоча залишаються біля гнізда до кінця липня. У кладці від 2 до 4 яєць розміром 38 мм × 31 мм і вагою 19 г. Інкубаційний період триває 30 днів.

## Збереження
Це численний і поширений птах. Хоча він не внесений до Червоного списку МСОП, імовірно він отримав би статус LC (найменший ризик).